# Соболев, Валериан Маркович
Валериан Маркович Соболев — российский учёный, конструктор ракетной техники, лауреат Ленинской премии и Государственной премии СССР. Народный депутат СССР (1989—1991).

## Биография
Родился 19 августа 1938 года в Сталинграде.
Окончил Сталинградский механический институт, автотракторный факультет по специальности инженер-механик (1960).
- 1960—1963 инженер-конструктор Волгоградского тракторного завода;
- 1963—1973 инженер-конструктор, начальник группы, начальник КБ, с 1968 года первый заместитель главного конструктора — начальник ОКБ завода бурового оборудования «Баррикады» (ОКБ-221);
- 1973—1983 главный конструктор ОКБ-1 ПО «Баррикады»;
- 1983—1991 начальник — главный конструктор ЦКБ ПО «Баррикады»;
- 1991 — директор-главный конструктор ЦКБ «Титан», Волгоград;
- 1991—1994 — первый заместитель главы администрации Волгоградской области;
- 1994—1996 1-й зам. Председателя Государственной инвестиционной корпорации (Москва);
- с 1996 года работал в научно-инжиниринговых и производственных компаниях.

В 2001 и 2009 годы упоминается как директор Волгоградского института материаловедения.
В 1984—1989 годы зав. кафедрой теоретической механики Волгоградского политехнического института.
В 1977 году защитил кандидатскую, в 1983 году докторскую диссертацию. Доктор технических наук (1983), профессор (1988).
Один из разработчиков самоходных пусковых установок и наземного оборудования ракетных комплексов стратегического назначения с межконтинентальными баллистическими ракетами (МБР) «Темп-2С».
Руководил конструкторскими работами по созданию пусковых установок и наземного оборудования мобильного ракетного комплекса «Пионер», модификаций «Пионер УТТХ», «Пионер-3», подвижного грунтового ракетного комплекса с МБР «Тополь».
Автор более 100 научных работ, получил более 100 авторских свидетельств на изобретения и патентов.
Народный депутат СССР (1989—1991).

## Звания и награды
Лауреат Государственной премии СССР (1973) и Ленинской премии (1977) — за большой личный вклад в проектирование и отработку комплексов техники специального назначения.
Награждён орденом Трудового Красного Знамени (1974) и медалями.